# Metropolis (film, 1927)
Pour les articles homonymes, voir Metropolis.
Pour plus de détails, voir Fiche technique et Distribution.

Logotype de Metropolis.

Metropolis est un film de science-fiction allemand réalisé par Fritz Lang, sorti en 1927.
Film muet en noir et blanc, il oscille entre l'expressionnisme et la nouvelle objectivité. Adapté du roman original de Thea von Harbou, le scénario est coécrit par celle-ci et Fritz Lang, mariés à l'époque. Brigitte Helm, Gustav Fröhlich, Alfred Abel et Rudolf Klein-Rogge figurent parmi les premiers rôles. Le film est produit aux studios de Babelsberg par UFA (Universum-Film AG).
Échec critique et commercial à sa sortie tandis qu'il est, à l'époque, le film le plus cher de l'histoire du cinéma, il est rapidement amputé. Il est progressivement réhabilité durant la deuxième moitié du XXe siècle, au point d'atteindre le statut de chef-d'œuvre majeur de l'histoire du cinéma, ce dont témoignent ses multiples influences jusqu'à nos jours, notamment dans la culture populaire. Plusieurs fois restauré, il devient en 2001 le premier film inscrit sur le registre international Mémoire du monde de l’UNESCO.

## Résumé

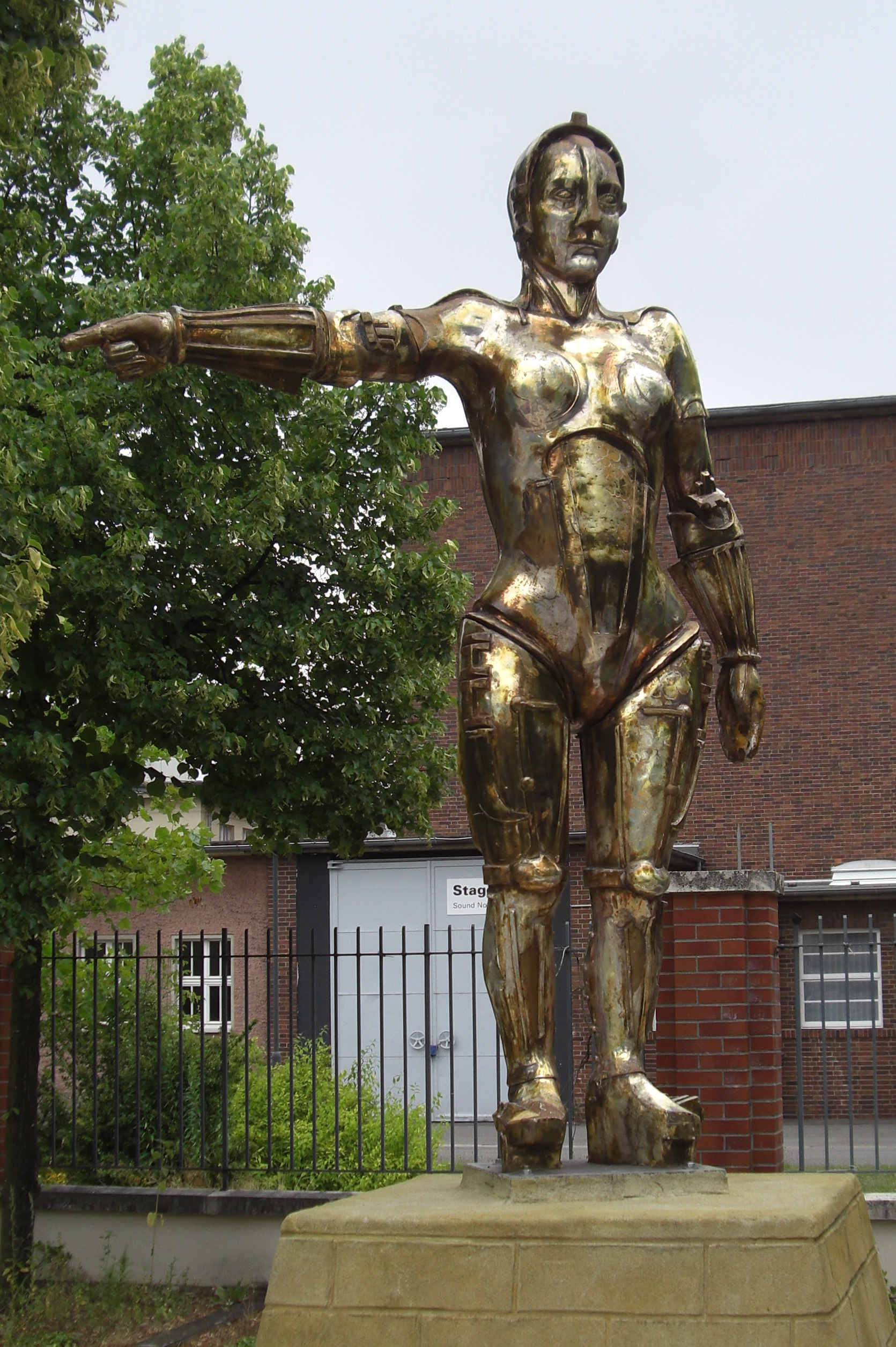
Statue reproduisant l'androïde du film à Babelsberg, en Allemagne.

Le film se décompose en trois actes, Auftakt (commencement) (66 min), Zwischenspiel (interlude) (28 min) et Furioso (52 min).
En 2026, Metropolis est une mégapole dans une société dystopique divisée en une ville haute, où vivent les familles intellectuelles dirigeantes, dans l'oisiveté, le luxe et le divertissement, et une ville basse, où les travailleurs font fonctionner la ville et sont opprimés par la classe dirigeante. Un savant fou, l’hybride Rotwang (Rudolf Klein-Rogge), met au point un androïde à l’apparence féminine, lequel sera chargé d'exhorter les ouvriers à se rebeller contre le maître de la cité, Joh Fredersen (Alfred Abel), ce qui permettra à celui-ci de les mater.
Maria (Brigitte Helm), une femme de la ville basse, essaie de promouvoir l'entente entre les classes, et emmène clandestinement des enfants d'ouvriers visiter la ville haute. Le groupe se fait repousser par les forces de l'ordre, mais Freder Fredersen (Gustav Fröhlich), fils du dirigeant de Metropolis, tombe amoureux d'elle. En descendant dans la ville basse pour la retrouver, il voit un ouvrier épuisé défaillir à son poste de travail. Le rythme imposé par les machines étant trop élevé, une violente explosion se produit sur la « machine M », tuant des dizaines de travailleurs. Dans la fumée, Freder a une hallucination et voit la machine M se transformer en Moloch, une divinité monstrueuse à laquelle les travailleurs infortunés sont sacrifiés. 
Freder se rend chez son père, Johhan « Joh » Fredersen, pour le mettre au courant des conditions extrêmement pénibles dans lesquelles travaillent les ouvriers et lui demande d'améliorer leur sort. Voyant qu'il ne peut convaincre son fils des bienfaits de cette société ségrégative, Johhan le fait suivre par un espion.
Freder retourne dans la ville basse où, voyant un ouvrier au bord de l'épuisement, il persuade celui-ci d'échanger ses vêtements contre les siens, avant de le remplacer à la machine, tandis que l'ouvrier Georgy, matricule 11811, monte à la ville haute où il goûtera aux plaisirs de la vie. Après une pénible journée de travail, Freder se rend dans des catacombes à une réunion secrète en suivant un plan trouvé dans une poche des vêtements de l'ouvrier qu'il a remplacé. Là, il découvre Maria en train de s'adresser aux ouvriers et d'annoncer l'arrivée d'un médiateur qui apportera l'égalité entre les habitants des villes haute et basse.
Entre-temps, Joh reçoit des plans trouvés dans les poches d'ouvriers morts au travail et se rend chez Rotwang, l'inventeur du monstre mécanique qui fait fonctionner toute la ville. Celui-ci lui indique qu'il s'agit du plan qui mène aux catacombes où se tient la réunion secrète. Joh épie la réunion sans reconnaître son fils parmi la foule. Craignant la menace, Joh ordonne à Rotwang de façonner un robot à l'image de Maria afin de semer le chaos parmi les ouvriers. 
Rotwang capture alors Maria et transfère son apparence au robot, qui est ensuite envoyé par Joh Fredersen dans la ville basse pour inciter les travailleurs à se révolter. Cependant, au lieu de promouvoir l'entente comme la vraie Maria, le robot incite à la violence et à la destruction, ce qui fait éclater une révolte violente. 
Pendant ce temps, Freder, ignorant l'existence du double de Maria, continue de chercher la vraie Maria, tout en étant dévasté par les actions de la fausse Maria qu'il croit être la femme qu'il aime. La révolte orchestrée par le robot conduit à la destruction de la machine principale de Metropolis, ce qui déclenche une inondation dans la ville basse, menaçant de noyer tous les travailleurs et leurs enfants. La vraie Maria parvient à s'échapper de l'emprise de Rotwang et se précipite pour sauver les enfants des travailleurs avec l'aide de Freder. Ensemble, ils réussissent à les mettre à l'abri. 
La révolte des ouvriers atteint son paroxysme lorsqu'ils découvrent que leurs actions ont mis en danger leurs propres familles. Furieux, ils capturent le robot-Maria et la brûlent sur un bûcher, révélant sa véritable nature mécanique. Pendant ce temps, Rotwang, devenu fou, poursuit Maria sur les toits de la cathédrale. Freder intervient et, après un combat, Rotwang tombe et se tue. Le film se conclut par une réconciliation symbolique entre les classes sociales. Freder, représentant le « cœur », fait le lien entre son père, représentant la « tête », et le chef des ouvriers, représentant les « mains ». Ensemble, ils se serrent la main, marquant ainsi le début d'une nouvelle ère de coopération et d'harmonie entre les habitants de Metropolis.

## Fiche technique
- Titre : Metropolis
- Réalisation : Fritz Lang

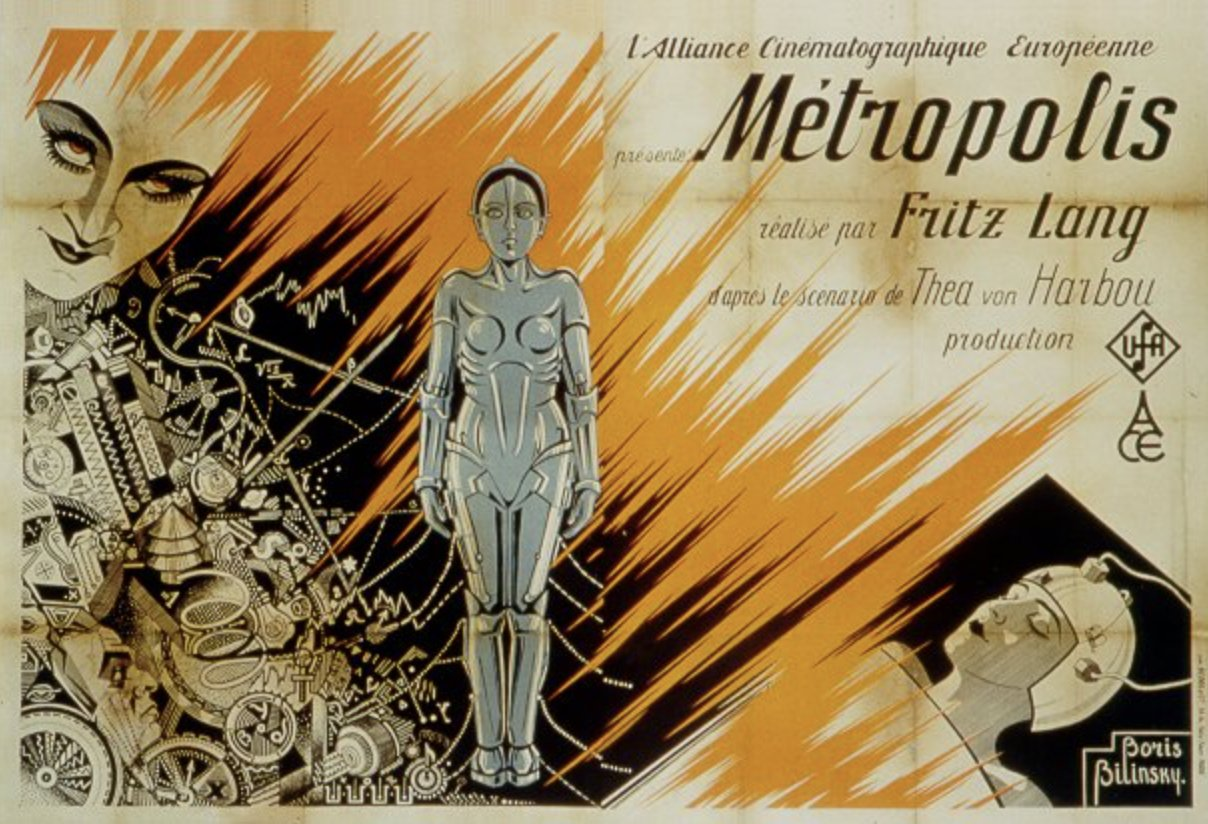
Affiche française du film.

- Scénario : Fritz Lang et Thea von Harbou, adapté du roman Metropolis de Thea von Harbou
- Costumes : Aenne Willkomm (de)
- Département artistique : Otto Hunte, Erich Kettelhut, Walter Schulze-Mittendorff, Karl Vollbrecht, Edgar G. Ulmer
- Décors : Willy Muller
- Effets spéciaux : Ernst Kunstmann, Konstantin Irmen-Tschet, Erich Kettelhut
- Consultant technique : Erich Kettelhut
- Photographie : Karl Freund et Günther Rittau
- Musique : Gottfried Huppertz
- Effets spéciaux :
  - Prise de vue spéciales : Konstantin Tschetwerikoff
  - Peintures : Erich Kettelhut
  - Sculpture : Walter Schultze-Mittendorff
  - Effets combinés : Eugen Schüfftan
  - Trucages photos : Günther Rittau
  - Assistant trucages photos : H.O. Schulze
- Production : Erich Pommer pour UFA (Universum-Film AG), Berlin
- Pays de production :  République de Weimar
- Langue originale : film muet - intertitre en allemand
- Tournage : du 25 mars 1925 au 30 octobre 1926
- Format : noir et blanc - muet - 1,33:1 - 35mm
- Genre : science-fiction / fantastique
- Courant : expressionnisme / nouvelle objectivité
- Durée : 153 minutes (version originale perdue) ; 116 minutes (montage de 1927) ; 148 minutes (version restaurée en 2010)
- Longueur : 4 189 m raccourci à 3 241 m en août 1927
- Dates de sortie :
  - République de Weimar : 10 janvier 1927 (première au Ufa-Palast am Zoo de Berlin)
  - France : 6 février 1927 ; 19 octobre 2011 (version restaurée de 2010)
  - États-Unis : 6 mars 1927 (New York), 13 mars 1927 (sortie nationale)

## Distribution
- Alfred Abel : Joh Fredersen, le maître de Metropolis
- Brigitte Helm : Maria / l'androïde
- Gustav Fröhlich : Freder, le fils de Joh Fredersen
- Rudolf Klein-Rogge : Rotwang, l'inventeur
- Theodor Loos : Josaphat, le bras droit de Joh Fredersen / Joseph
- Fritz Rasp : l'espion de Joh Fredersen, grand et mince
- Erwin Biswanger : Georgy, ouvrier no 11811
- Heinrich George : Grot, le contremaître, gardien de la machine centrale
- Hanns Leo Reich : Marinus
- Grete Berger, Olly Boeheim, Ellen Frey, Lisa Gray, Rosa Liechtenstein et Helene Weigel : des travailleuses
- Heinrich Gotho : le maître de cérémonie (non crédité)
- Olaf Storm : Jan (non crédité)

Le générique cite également les personnages suivants sans attribuer de noms aux interprètes :
- L'Homme créatif
- L'Homme machine
- La Mort
- Les Sept péchés capitaux

## Production

### Tournage: une superproduction

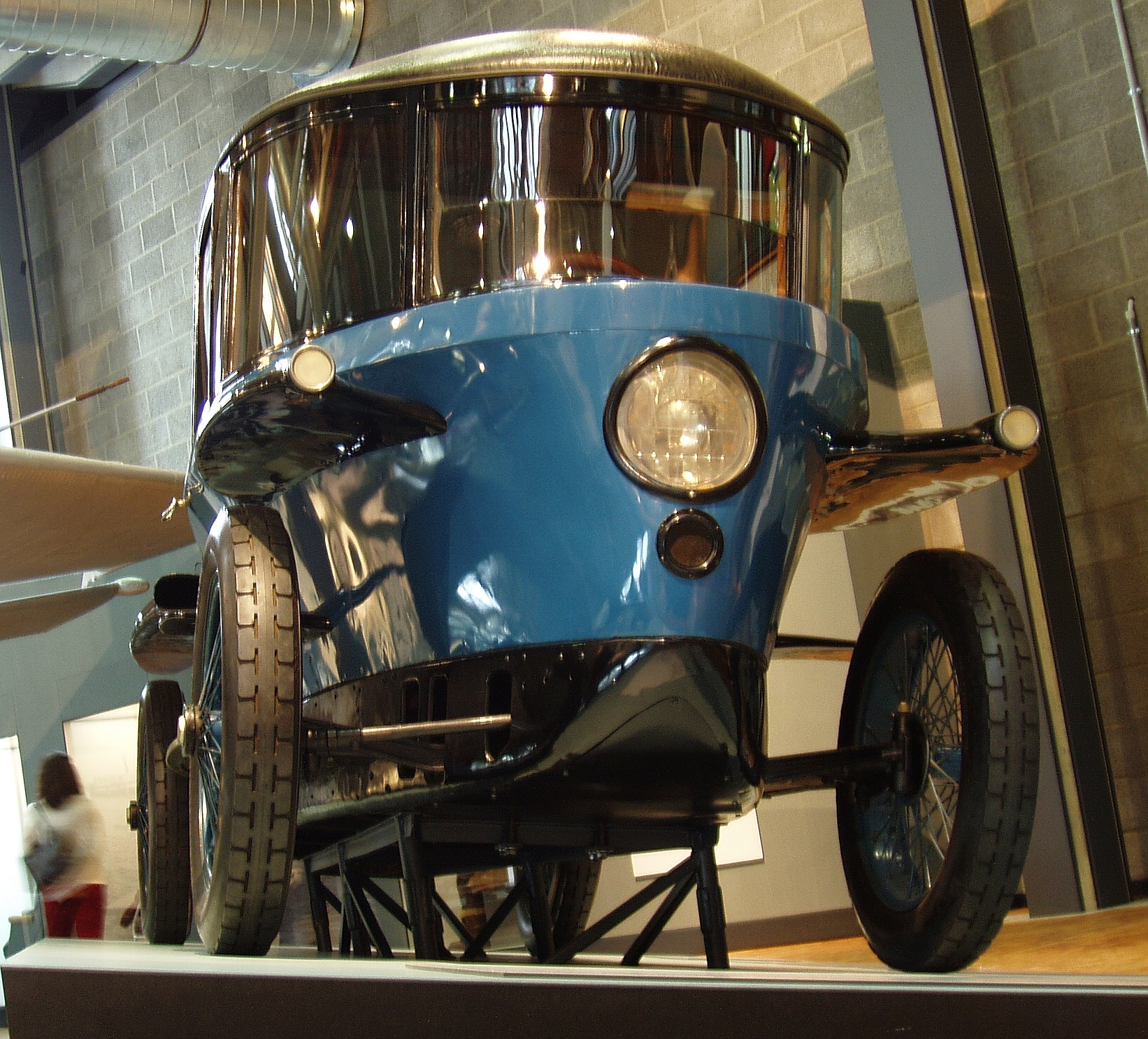
Une automobile Rumpler Tropfenwagen comme celle utilisée dans le film.

Metropolis coûte au total environ six millions de reichsmarks, ce qui en fait le film le plus cher de l'histoire du cinéma à sa sortie,. Il traduit la volonté de la UFA de concurrencer les superproductions hollywoodiennes.
Le tournage de Metropolis commence le 22 mai 1925. Le casting a sélectionné nombre de personnes inconnues n'ayant aucune expérience du cinéma, comme Brigitte Helm, âgée de dix-neuf ans au moment du tournage.
Le tournage du film a été une expérience très éprouvante pour les acteurs en raison des demandes formulées par le réalisateur Fritz Lang. Pour la scène où la ville des travailleurs est inondée, Helm et cinq cents enfants provenant des quartiers les plus pauvres de Berlin ont dû travailler durant quatorze jours dans une piscine d'eau que Lang a intentionnellement maintenue à une température basse.
Lang exige souvent de retourner la même scène à de multiples reprises. Par exemple, le tournage de la scène où Freder doit s'effondrer aux pieds de Maria a pris trois jours. Lang a exigé de la tourner tellement de fois qu'à la fin, Gustav Fröhlich tenait à peine debout. Autres anecdotes qui démontrent du sens du réalisme de Lang, pour la scène où Maria brûle sur un bûcher, Lang ordonne d'allumer un réel brasier (où la robe de Helm commença à prendre feu) ou encore quand il ordonne à ses assistants de jeter de puissants jets d'eau lors du tournage de l'inondation de la ville des travailleurs.
Environ 620 kilomètres de pellicule furent utilisés, pour 350 heures d'enregistrements. Une cinquantaine d'automobiles ont été utilisées dans le film[réf. nécessaire]. 36 000 figurants sont mobilisés. Parmi eux figure l'écrivain et scénariste Curt Siodmak, qui était journaliste en 1927 et qui s'était fait engager afin d'assister au tournage.
Le tournage se termine le 30 octobre 1926, soit un total de 310 jours et 60 nuits.
C'est possiblement sur le tournage de ce film que Fritz Lang perdit un œil.[source insuffisante]

### Effets spéciaux
L'expert des effets spéciaux de l'époque, Eugen Schüfftan, véritable pionnier, crée des effets visuels inédits pour Metropolis. Parmi les effets utilisés, il réalise des miniatures de la ville, un appareil photo sur une balançoire et utilise plus particulièrement l'effet Schüfftan. Pour ce dernier, il utilise des miroirs inclinés pour créer l'illusion que les acteurs occupent des décors géants. Cette invention sera utilisée deux ans plus tard par Alfred Hitchcock dans Chantage sorti en 1929.
Le Maschinenmensch, le robot construit par Rotwang pour ressusciter l'amour perdu de Joh, a été créé par le sculpteur Walter Schulze-Mittendorff. Un moulage en plâtre a été pris sur le corps de l'actrice Brigitte Helm et le costume a ensuite été fabriqué à partir du moulage. Une découverte fortuite d'un matériel appelé « bois plastique » (une substance malléable ayant l'aspect du bois qui sert de remplissage) a permis à Schulze-Mittendorff de construire un costume en métal avec les articulations en « bois plastique ». Malgré cette innovation, Helm se plaint d'être mal à l’aise, car le costume est trop rigide et lui donne des ecchymoses.

### Bande originale
La musique de Metropolis a été composée par Gottfried Huppertz et a été conçue pour être exécutée par un orchestre symphonique en accompagnement du film. Huppertz s'est inspiré de Richard Wagner et Richard Strauss, ainsi que de quelques symphonies dites « modernistes », telles que la Symphonie numéro 6, opus 23 de Nikolaï Miaskovski, pour décrire la ville des travailleurs. Il utilise aussi le célèbre motif grégorien du Dies iræ (à l'origine chanté au cours de l'office des morts) pour illustrer certaines scènes faisant intervenir La Mort. Huppertz cite d'abord les deux premiers vers de la première strophe de cette séquence liturgique, puis, avant la fin du second, s'en éloigne un peu et les développe, à l'orchestre. Il les reprendra de différentes manières plus loin. Il fait entendre également, toujours à l'orchestre, le troisième vers (« Coget omnes ante thronum ») de la troisième strophe Tuba mirum (ce « Coget omnes » est proche du troisième vers de la première strophe, seule diffère la montée plus importante du début). Plus tard, Huppertz citera également l'hymne national français, La Marseillaise. Sa musique a joué un rôle de premier plan durant le tournage du film, puisque durant le déroulement de nombreuses scènes, le compositeur accompagnait en direct au piano pour obtenir un certain effet sonore en fonction du scénario et du jeu des acteurs.
La bande-son a été réenregistrée pour la réédition du film en DVD en 2001 par l'orchestre Rundfunksinfonieorchester Saarbrücken mené par Berndt Heller. Cette version correspond à la version musicale reconstruite prévue à l'origine. En 2007, le 1er et 2 août, la partition du film original est jouée en direct par l'Orchestre symphonique de la Radio VCS qui accompagne la version restaurée du film dans les cinémas Brenden à Vacaville, en Californie. La bande-son est également enregistrée dans une orchestration en salle pour la première fois aux États-Unis en août 2007 par l'orchestre Bijou sous la direction de Leo Najar dans le cadre d'un festival du film expressionniste allemand à Bay City dans le Michigan. Un enregistrement est aussi effectué dans le cadre du Traverse City Film Festival à Traverse City dans le Michigan, en août 2009.
Pour le réenregistrement de 2010, qui correspond le plus à la version d'origine, la bande-son est enregistrée pour la sortie en DVD par l'Orchestre symphonique de la Radio de Berlin dirigé par Frank Strobel, qui a également réalisé la première de la version reconstruite par le Friedrichstadtpalast à Berlin.

#### Autres bandes-son
Nonobstant la musique originale de Gottfried Huppertz, de nombreux artistes ont voulu donner leur propre vision musicale de Metropolis. Ces bandes-son alternatives peuvent être jouées lors de ciné-concerts ou enregistrées et diffusées avec une édition spéciale du film :
- 1975 : La version de la BBC de Metropolis est accompagnée par un enregistrement électronique composée par William Fitzwater et Hugh Davies.
- 1984 : Giorgio Moroder restaure et produit une nouvelle version de 80 minutes avec une bande-son écrite par lui dans un style rock new wave et enregistré avec Moroder, Pat Benatar, Bonnie Tyler, Jon Anderson, Adam Ant, Cycle V, Loverboy, Billy Squier (en) et Freddie Mercury.
- 1993 : Martin Matalon (compositeur argentin) dans un style musique électroacoustique, (pour 16 instrumentistes) une commande de l'IRCAM pour la version restaurée de Metropolis, créée en concert au théâtre du Châtelet fin mai 1995, dans le cadre du centenaire du cinéma.
- 1995 : Galeshka Moravioff réédition salles en 35 mm, ainsi que présentation au FFM à Montréal en 1996.
- 1996 : Loïc Pierre.
- 1998 : Peter Osborne.
- 2000 : Kevin Saunders Hayes.
- 2000 : Jeff Mills dans un style techno.
- 2002 : Art Zoyd dans un style free jazz/musique électronique.
- 2004 : Abel Korzeniowski.
- 2004 : Ronnie Cramer enregistre la bande-son et les effets sonores pour Metropolis qui gagne deux récompenses Aurora.
- 2005 : The New Pollutants crée une bande-son dans un style électro (plus particulièrement trip hop et lo-fi) en 2005. Cette bande-son est jouée en live au Festival du Film d'Adélaïde la même année.
- 2012 : Alexandre Gosse live au piano le 6 janvier 2012.
- 2012 : Actuel Remix / ARFI remix electro (Hawtin Xenakis) 18 janvier 2012 Institut lumière à Lyon.
- 2012 : Christian Paboeuf, première au cinéma d'Auray (Morbihan) le 28 septembre 2012 (organisation Association Garatoi).
- 2012 : Jean-Paul Raffit, compositions originales interprétées par l'Orchestre de chambre d'Hôte, ciné-concert au casino de Lavelanet et au festival Image de Ville d'Aix-en-Provence.
- 2013 : Cult of Luna : Vertikal I et II Metal Progressif, Sludge, post hardcore
- 2017 : Diemo Schwarz : électroacoustique, Gaël Mevel : violoncelle. création à l'espace Jean Vilar à Arcueil.
- 2022 : l'Orchestre de chambre d'Hôte redonne l’œuvre en ciné-concert à l’Auditorium Darius Milhaud, Conservatoire de Musique d'AIX EN PROVENCE dans le cadre du festival Image de ville.

## Carrière

### Sortie: échec critique et commercial et amputations rapides

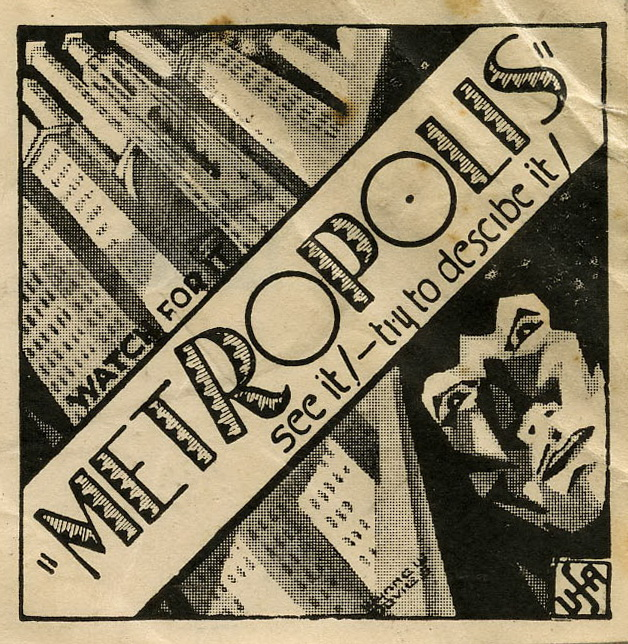
Publicité néo-zélandaise pour le film en 1928.

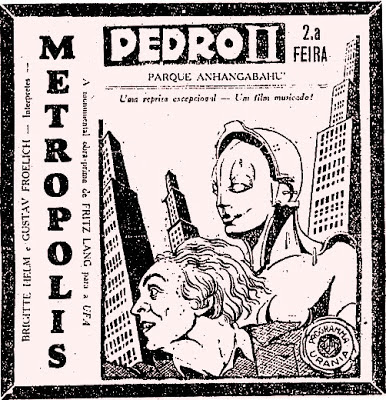
Publicité brésilienne pour le film en 1930.

À sa sortie, le film est un échec critique et commercial, en Allemagne et ailleurs. Alors que la presse spécialisée allemande critique sévèrement le film après la première projection du 10 janvier 1927 à Berlin, la version originale de 153 minutes est très vite modifiée. Le film est raccourci pour sa sortie dans le reste du pays, dans l’espoir d’une meilleure réception. Une seconde version allemande sort en août 1927.
En décembre 1926, avant même la première allemande, Paramount, distributeur américain du film, décide de raccourcir l’œuvre pour adapter le scénario et la durée au marché américain. Channing Pollock est chargé de l'opération : il ampute le film de nombreux passages, américanise les noms des personnages, réécrit des cartons et remonte certaines scènes. C'est ce montage qui tiendra lieu désormais de référence. Paramount crée également une autre version, très proche de la version américaine, pour la Grande-Bretagne et le Commonwealth.
Les négatifs originaux disparaissent dès cette période.

### Colorisation et nouvelle bande-son de Giorgio Moroder
En 1984, lorsque le compositeur Giorgio Moroder entreprit de le coloriser, il ne restait que 80 minutes de bobines (1 h 20) sur les 153 initiales (2 h 33). De plus, il l'accompagna d'une nouvelle bande-son à laquelle participèrent des groupes ou chanteurs célèbres comme Queen (le clip de Radio Ga Ga, célèbre tube de ce groupe — pourtant absent de la bande-son dont il est ici question — est d'ailleurs articulé autour de nombreuses séquences tirées du film), Adam and the Ants ou Jon Anderson (titre "Cage Of Freedom").
Le critique Noël Simsolo reconnaît l'intérêt de la version mais fait part de son incompréhension à l'égard de la nouvelle bande-son.

### Réhabilitation tardive et restaurations
Le film est progressivement considéré comme un chef-d'œuvre, notamment pour ses aspects précurseurs et sa dimension épique,.
Dans une interview donnée en 1965, Fritz Lang se réjouit du succès des projections de Metropolis à la Cinémathèque française, et de ses films en général.
Un gros travail de recherche et de reconstitution fut lancé à la fin des années 1980, rassemblant les diverses versions disponibles (dont certaines retrouvées dans des collections privées) et aboutissant à une version rénovée par la cinémathèque de Munich, en noir et blanc, de 1 h 58, avec une nouvelle orchestration classique, qui fut projetée en 1995, pour les cent ans du cinéma. Pour remplacer les scènes manquantes, avaient été ajoutées quelques photographies de tournage, recadrées.
À la suite d'une nouvelle restauration du film en 2001, initiée par la fondation Friedrich-Wilhelm-Murnau (Friedrich-Wilhelm-Murnau-Stiftung), Metropolis devient le premier film inscrit sur le Registre de la Mémoire du monde de l’UNESCO. L'UNESCO estime alors que le film est devenu « le symbole d'un modèle d'architecture cinématographique du futur ».
Enfin, à l'issue d'une longue enquête d'une vingtaine d'années le 3 juillet 2008, la fondation Murnau, propriétaire des droits du film, annonce que la quasi-totalité des scènes manquantes, soit environ 25 minutes, ont été retrouvées au Musée du cinéma de Buenos Aires. Il s'agit d'une copie en 16 mm presque intégrale de 148 minutes. Cette copie dont les images sont très altérées tronque une partie du cadrage original, mais restitue les plans coupés et l'ordre des séquences dans leur montage d'origine. Le 12 février 2010, la nouvelle version restaurée, de 148 minutes, a été projetée simultanément à Berlin dans le cadre de la 60e Berlinale, à l'ancien opéra de Francfort et sur la chaîne Arte, accompagnée par sa partition musicale d'origine écrite en 1926 par Gottfried Huppertz, exécutée en direct par l'orchestre symphonique de la Radio de Berlin. Après plus de 80 ans de recherches, versions tronquées et plusieurs restaurations, on peut enfin voir une version quasi intégrale, en tout cas proche de celle conçue par Fritz Lang en 1927,.
Muet, Metropolis est avant tout un film musical dont les images sont une véritable visualisation des sons. La restauration du film a été effectuée non seulement grâce aux indications de montage, mais aussi, surtout et directement grâce à la partition musicale qui a permis de retrouver le tempo de la vision initiale de Fritz Lang.

## Analyse

### Inspiration

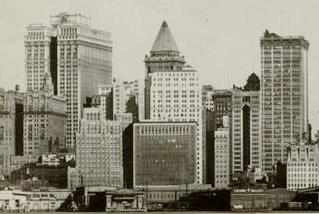
Skyline de la ville de New-York en 1912

Metropolis a initié une large gamme d'effets spéciaux et de plateaux de tournage, allant d'une énorme cathédrale gothique à une skyline d'une ville futuriste. Dans une interview, Fritz Lang explique : « Le film est né de ma première vue avec les gratte-ciels de New-York en octobre 1924 ». Il décrit ainsi sa première impression de la ville, Lang dit que : « Les immeubles semblaient être comme un voile vertical, scintillant et très léger, comme un décor luxueux, suspendu dans un ciel sombre pour éblouir, distraire et hypnotiser » et « C'est en admirant la réverbération de l'éclairage public sur les rues et les hauts buildings que j'ai conçu Metropolis ».
Fritz Lang a été influencé par l'artiste Paul Citroen et, plus particulièrement, par un de ses photomontages intitulé Metropolis (1923) ainsi que par le film soviétique de science-fiction Aelita, de Yakov Protazanov, sorti en 1924, adaptation du roman d'Alexis Nikolaïevitch Tolstoï.
Le film Metropolis est aussi directement inspiré de la ville futuriste d'Antonio Sant'Elia (1888-1916), un architecte italien du mouvement futuriste. L'apparence de la ville est fortement inspiré par le mouvement Art déco[réf. nécessaire], cependant il incorpore des éléments d'autres mouvements[Lesquels ?].
L'androïde Futura, être artificiel créé par l'inventeur Rotwang pour redonner vie à son aimée perdue, est inspiré par la "gyneïde" Hadaly, de l'Ève future d'Auguste de Villiers de l'Isle-Adam, créée à l'image de l'amante du héros de la nouvelle.

### Esthétique: entre expressionnisme et nouvelle objectivité

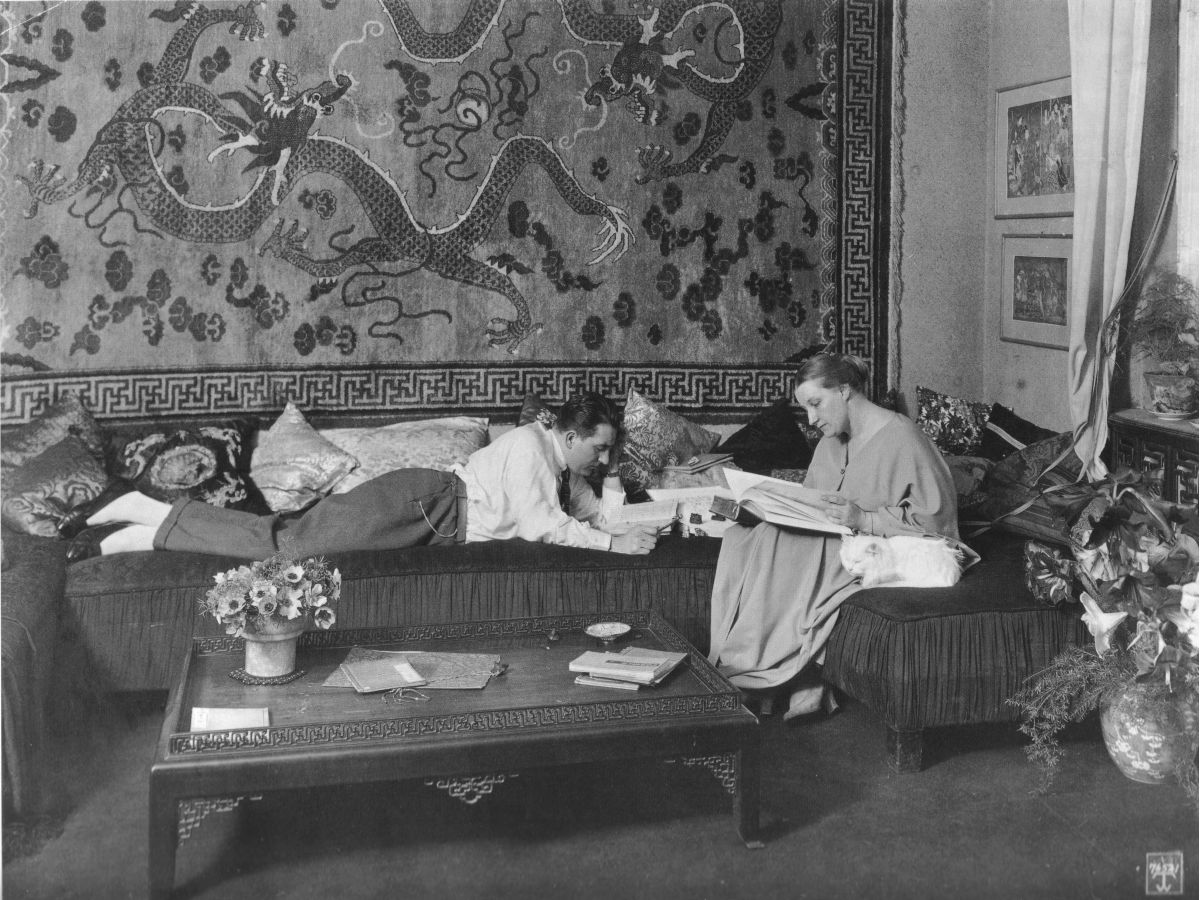
Fritz Lang et Thea von Harbou dans leur appartement à Berlin, écrivent le scénario de Metropolis.

Metropolis est couramment considéré comme un film expressionniste, bien que Fritz Lang ait déclaré qu'il ne l'était pas, que l'expressionnisme soit un mouvement dépassé au moment où le film est réalisé, et qu'un seul film, Le Cabinet du docteur Caligari — que Fritz Lang a failli réaliser —, soit caractérisé comme expressionniste par les historiens du cinéma. Ce rattachement à l'expressionnisme s'appuie sur « l'importance des décors dessinés, sur les jeux d'ombres et de lumières, sur les effets spéciaux utilisés pour rendre la vie psychique et physiologique de Freder au moment où il est atteint par une forte fièvre d'origine psychosomatique ».
Selon le journaliste Jacky Bornet, « Metropolis est à la charnière de l’expressionnisme et la « nouvelle objectivité », nouvelle tendance déterminante pour ce qu’il allait advenir du Cinéma ». S'il relève que « le traitement de l’image n’est pas fantasmagorique, mais réaliste », ce qui tend à éloigner le film de l’expressionnisme, il ajoute que « des éléments attestent toutefois d’une revendication expressionniste, telle la salle des catacombes où se réunissent les ouvriers pour écouter Maria, avec ses croix déployées en éventail, les ombres qui se glissent dans les souterrains, les rues sombres, les diagonales de lumières et d’ombre sur les gratte-ciel ».
Selon Noël Herpe, critique et historien du cinéma, Metropolis ne relève pas de l'expressionnisme : « De l'expressionnisme, Fritz Lang ne s'est guère souvenu que dans une séquence, il est vrai sublime : celle où le savant fou Rotwang, caché dans les catacombes, traque une proie féminine dont il va faire son automate. On reconnaît là les dernières lueurs du caligarisme, un mouvement auquel fut associé le jeune Lang et qui lui a légué son imaginaire fantastique. Mais, pour le reste, il lorgne plutôt du côté de la nouvelle objectivité, cette tendance politique et sociale qui s'empare vers 1925 des cinéastes allemands ».
Giovanni Lista, historien et critique d'art, rattache le film au futurisme.

### Interprétation politique
Thea von Harbou, autrice du roman original et coscénariste du film qui rejoindra plus tard le Parti national-socialiste des travailleurs allemands, est créditée, avec les producteurs du film, du message final du film qui, à travers la poignée de mains scellant un nouveau pacte entre le capital et le travailleur sur le parvis de l'église, prône l'ordre et une « collaboration de classes » (renvoyant à la doctrine fasciste) plutôt que la lutte des classes, par la médiation de l'amour entre Freder et Maria,,,. Slátan Dudow, collaborateur pendant le tournage, quitte le projet en signe de réprobation envers la morale du film, qui contredit ses convictions marxistes.
S'il indique avoir aimé tourner le film, Fritz Lang se désolidarisera de ce message, déclarant notamment en 1959 : « Je n'aime pas Metropolis. C'est faux, la conclusion est fausse, je ne l'acceptais déjà pas quand je réalisais le film »,,. Selon son récit, une fois le Troisième Reich installé et après avoir réalisé Le Testament du docteur Mabuse qu'il présente comme « antinazi », il refuse la proposition que lui fait Joseph Goebbels de prendre la direction du cinéma allemand, avant de quitter l'Allemagne,. Selon la Cinémathèque française, « son apport personnel se situe sans doute plus dans le choix des thèmes (l’homme face à son destin, la mort, les légendes romantiques) et dans le traitement des motifs (travail sur l’architecture et traitement réaliste de thèmes fantastiques) ». Le critique Jean-Michel Frodon estime cependant que « la distribution des rôles attribuant toutes les dérives idéologiques à Thea von Harbou afin de sauver absolument Lang est un peu trop arrangeante pour être entièrement honnête » : renvoyant à la biographie de Fritz Lang par Patrick McGilligan (en) (Fritz Lang, The Nature of the Beast), il souligne les « atermoiements » et « hésitations » du réalisateur « sur la conduite à suivre » durant cette période, ce qui « contredit la geste légendaire, mais ne fait peser sur Lang aucun réel soupçon de compromission avec le régime nazi ».

### Accueil critique

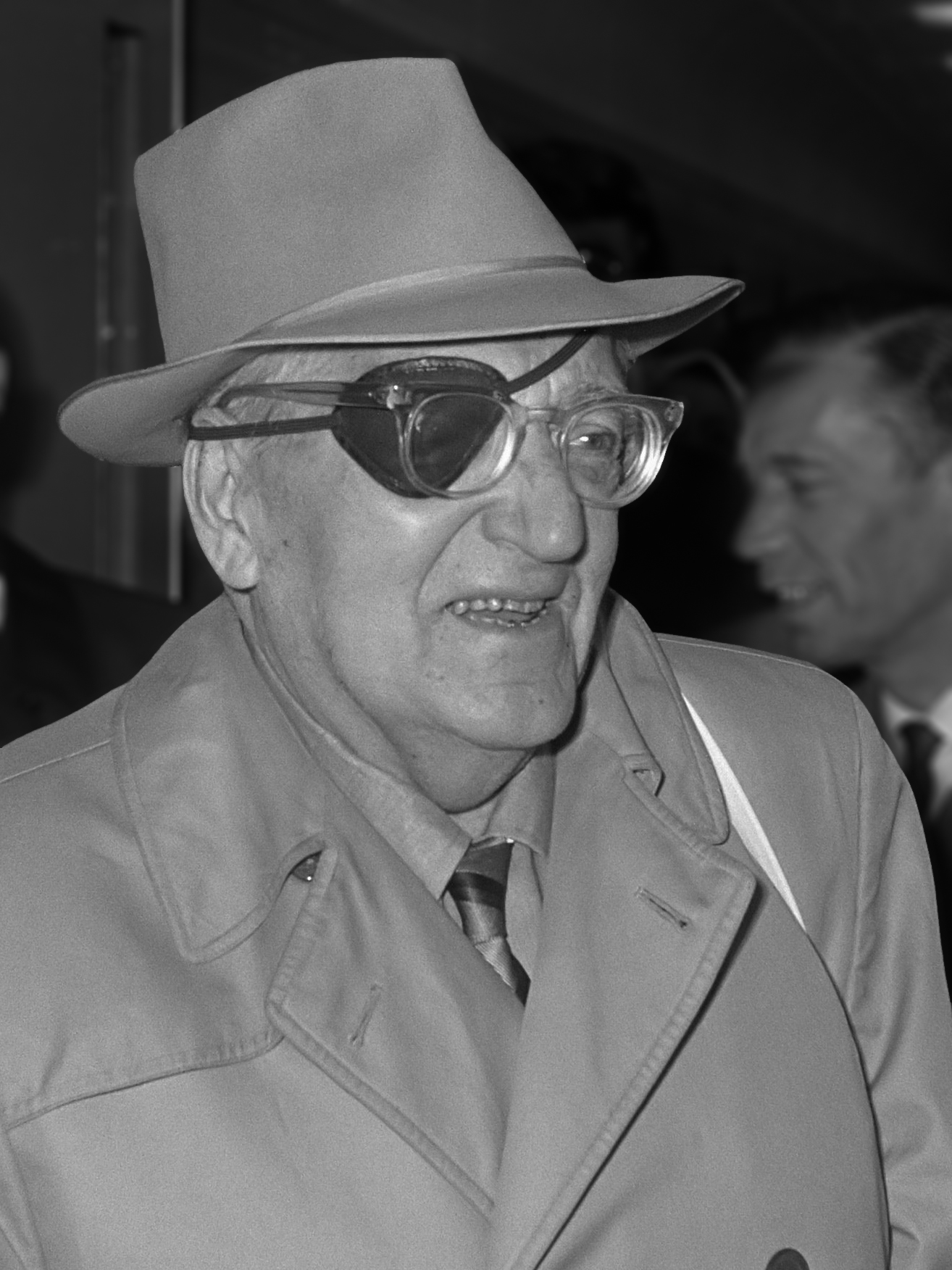
Fritz Lang (1969)